# Вера Сеша Вукосављевић
Вера Сеша Вукосављевић (Чачак, 1933) југословенска и српска је глумица.
Средљу позоришну школу завршила је у Новом Саду. Била је члан позоришта у Ваљеву (1954-1956), Зајечару (1958/59. и 1961-1964), Крагујевцу (1959-1961) и Бањој Луци од 1964. до краја каријере. На бањалучкој сцени одиграла је више од 60 улога у великом броју представа, а неке од њих су: Сан љетне ноћи, Xacaнагиницa, Др, Ко се боји Вирџиније Вулф, Зона Замфирова, Госпођа министарка, Мачка на усијаном лименом крову, Оскар, Покондuрена тиква. Добитница је награде "Веселин Маслеша" (1980).